# Tirreno-Adriatico 2007
Tirreno-Adriatico 2007 foregik mellem 14. og 20. marts, og var det andet ProTour-løb i 2007. Tyske Andreas Klöden fra Astana vandt løbet. Riccardo Riccò vandt pointkonkurrencen, mens Salvatore Commesso tog  bjergtrøjen. Tinkoff Credit Systems blev det bedste hold.

## Etaperne

### 1. etape:Civitavecchia, 160 km
14-03-2007
|   | Rytter        | Hold            | Tid     |
| - | ------------- | --------------- | ------- |
| 1 | Robbie McEwen | Predictor-Lotto | 4:38.24 |
| 2 | Óscar Freire  | Rabobank        | +0.02   |
| 3 | Thor Hushovd  | Crédit Agricole | s.t.    |

### 2. etape: Civitavecchia-Marsciano, 202 km
15-03-2007
|   | Rytter           | Hold           | Tid     |
| - | ---------------- | -------------- | ------- |
| 1 | Alexandr Arekeev | Acqua & Sapone | 4:51.41 |
| 2 | Daniele Contrini | Tinkoff        | + 0.29  |
| 3 | Sven Krauss      | Gerolsteiner   | + 0.29  |

### 3. etape: Marsciano-Macerata, 213 km
16-03-2007
|   | Rytter              | Hold          | Tid     |
| - | ------------------- | ------------- | ------- |
| 1 | Riccardo Riccò      | Saunier Duval | 5:41.22 |
| 2 | Alexander Vinokurov | Astana        | + 0.02  |
| 3 | Andreas Klöden      | Astana        | + 0.02  |

### 4. etape:Pievebovigliana-Offagna, 158.3 km
17-03-2007
|   | Rytter              | Hold          | Tid     |
| - | ------------------- | ------------- | ------- |
| 1 | Riccardo Riccò      | Saunier Duval | 3:50.22 |
| 2 | Stefan Schumacher   | Gerolsteiner  | + 0.04  |
| 3 | Alexander Vinokurov | Astana        | + 0.04  |

### 5. etape:Civitanova Marche-Civitanova Alta, 20.5 km (ITT)
18-03-2007
|   | Rytter            | Hold         | Tid    |
| - | ----------------- | ------------ | ------ |
| 1 | Stefan Schumacher | Gerolsteiner | 27.08  |
| 2 | Andreas Klöden    | Astana       | + 0.01 |
| 3 | Kim Kirchen       | T-Mobile     | + 0.06 |

### 6. etape:San Benedetto del Tronto-San Giacomo, 164 km
19-03-2007
|   | Rytter            | Hold       | Tid     |
| - | ----------------- | ---------- | ------- |
| 1 | Matteo Bono       | Lampre     | 4:04.05 |
| 2 | Enrico Gasparotto | Liquigas   | + 0.32  |
| 3 | Giovanni Visconti | Quick Step | + 0.41  |

### 7. etape:Civitella del Tronto-San Benedetto del Tronto, 177 km
20-03-2007
|   | Rytter            | Hold           | Tid     |
| - | ----------------- | -------------- | ------- |
| 1 | Koldo Fernandez   | Euskaltel      | 4:38.43 |
| 2 | Stuart O'Grady    | CSC            | + 0.0   |
| 3 | Gabriele Balducci | Acqua & Sapone | + 0.0   |

## Sammenlagt
(maglia giallo-rossa)
|    | Rytter              | Hold              | Tid      |
| -- | ------------------- | ----------------- | -------- |
| 1  | Andreas Klöden      | Astana            | 28:31.26 |
| 2  | Kim Kirchen         | T-Mobile          | + 0.04   |
| 3  | Alexander Vinokurov | Astana            | + 0.13   |
| 4  | Stefan Schumacher   | Gerolsteiner      | + 0.23   |
| 5  | Janez Brajkovic     | Discovery Channel | + 0.31   |
| 6  | Jens Voigt          | CSC               | + 0.34   |
| 7  | Vasil Kiryienka     | Tinkoff           | + 0.55   |
| 8  | Evgeni Petrov       | Tinkoff           | + 0.59   |
| 9  | Michele Scarponi    | Acqua & Sapone    | + 1.00   |
| 10 | Michael Boogerd     | Rabobank          | + 1.12   |

## Pointtrøjen
(maglia ciclamino)
|   | Rytter           | Hold          | Point |
| - | ---------------- | ------------- | ----- |
| 1 | Riccardo Riccò   | Saunier Duval | 32    |
| 2 | Daniele Contrini | Tinkoff       | 31    |
| 3 | Andreas Klöden   | Astana        | 30    |

## Bjergtrøjen
(maglia verde)
|   | Rytter             | Hold                      | Point |
| - | ------------------ | ------------------------- | ----- |
| 1 | Salvatore Commesso | Tinkoff                   | 15    |
| 2 | Fortunato Baliani  | Ceramica Panaria-Navigare | 11    |
| 3 | Vasil Kiryienka    | Tinkoff                   | 6     |

## Holdkonkurrencen
|   | Hold             | Nation  | Tid      |
| - | ---------------- | ------- | -------- |
| 1 | Tinkoff          | Italia  | 85:37.54 |
| 2 | Astana           | Schweiz | + 1.07   |
| 3 | Caisse d'Epargne | Spanien | + 2.58   |

## Trøjerne dag for dag
| Etape (Vinder)              | Førertrøjen       | Bjergtrøjen        | Pointtrøjen      | Holdkonkurrencen             |
| --------------------------- | ----------------- | ------------------ | ---------------- | ---------------------------- |
| Etape 1 (Robbie McEwen)     | Robbie McEwen     | Salvatore Commesso | Robbie McEwen    | Team CSC                     |
| Etape 2 (Alexandr Arekeev)  | Alexandr Arekeev  | Fortunato Baliani  | Alexandr Arekeev | Acqua & Sapone-Caffè Mokambo |
| Etape 3 (Riccardo Riccò)    | Alexandr Arekeev  | Salvatore Commesso | Daniele Contrini | Gerolsteiner                 |
| Etape 4 (Riccardo Riccò)    | Riccardo Riccò    | Salvatore Commesso | Riccardo Riccò   | Tinkoff Credit Systems       |
| Etape 5 (Stefan Schumacher) | Stefan Schumacher | Salvatore Commesso | Andreas Klöden   | Astana Team                  |
| Etape 6 (Matteo Bono)       | Andreas Klöden    | Salvatore Commesso | Riccardo Riccò   | Tinkoff Credit Systems       |
| Etape 7 (Koldo Fernández)   | Andreas Klöden    | Salvatore Commesso | Riccardo Riccò   | Tinkoff Credit Systems       |
| Vinder                      | Andreas Klöden    | Salvatore Commesso | Riccardo Riccò   | Tinkoff Credit Systems       |

## Eksterne links
- Tirreno-Adriatico officielle hjemmeside